# 陸典
陸典（？—？），字以建，号仰峰，浙江嘉兴府崇德县人，明朝政治人物。

## 生平
万历二十五年（1597年）丁酉科浙江乡试五十四名舉人，二十九年（1601年）辛丑科進士，知赣县。三十二年调繁丰城县。补定陶。入为刑部主事，三十八年恤刑北直隶。历员外郎、郎中。出知潮州府，转广东惠潮副使，后以病引归。

## 家族
父陸楷，万历元年舉人，官同知。